# SVNS 2023-2024 (masculin)
Cet article concerne le tournoi masculin. Pour le tournoi féminin, voir SVNS 2023-2024 (féminin).
Navigation
2022-2023 2024-2025
Le SVNS 2023-2024 est la 25e édition des séries mondiales masculines de rugby à sept, la compétition la plus importante du monde de rugby à sept. Elle se déroule du 2 décembre 2023 au 2 juin 2024. C'est la première saison au cours de laquelle le format de la série change.
Le nombre total d'équipes pour cette saison a été réduite de seize à douze, comme pour la série féminine. Le Canada a remporté les barrages de promotion/relégation à Londres le 21 mai 2023 et constitue ainsi la 12e équipe.

## Présentation

### Format
Dans le cadre de son nouveau modèle, le SVNS 2023-2024 propose sept tournois de saison régulière plus une grande finale. Les huit équipes les mieux classées sur la base des points cumulés de la série à l'issue des sept premiers tournois ont l'opportunité de participer au tournoi faisant office de « grande finale » à Madrid, à l'issue duquel le vainqueur est sacré champion de la série 2023-2024.
Les équipes classées de la neuvième à la douzième place s'affrontent dans un tournoi de type promotion/relégation pour déterminer, avec les quatre meilleures équipes du Sevens Challenger 2024, les nations maintenues ou promues  en série mondiale en vue de l'édition 2024-2025.

### Étapes
| Étape          | Stade                      | Ville       | Date                  | Vainqueur        |
| -------------- | -------------------------- | ----------- | --------------------- | ---------------- |
| Dubaï          | The Sevens                 | Dubai       | 2 et 3 décembre 2023  | Afrique du Sud   |
| Afrique du Sud | Cape Town Stadium          | Le Cap      | 9 et 10 décembre 2023 | Argentine        |
| Australie      | Rectangular Stadium        | Perth       | 26 au 28 janvier 2024 | Argentine        |
| Canada         | BC Place                   | Vancouver   | 23 au 25 février 2024 | Argentine        |
| États-Unis     | Dignity Health Sports Park | Los Angeles | 2 et 3 mars 2024      | France           |
| Hong Kong      | Hong Kong Stadium          | Hong Kong   | 5 au 7 avril 2024     | Nouvelle-Zélande |
| Singapour      | National Stadium           | Singapour   | 3 au 5 mai 2024       | Nouvelle-Zélande |

| Étape  | Stade                 | Ville  | Date               | Vainqueur |
| ------ | --------------------- | ------ | ------------------ | --------- |
| Madrid | Estadio Metropolitano | Madrid | 31 mai 2 juin 2024 | France    |

### Déroulement des étapes
Les points attribués aux équipes lors chaque évènement, ainsi que les totaux globaux de la saison, sont indiqués dans le tableau ci-dessous. Les points des gagnants de chaque étape sont indiqués en gras. Un astérisque (*) indique une égalité. Un tiret (-) est enregistré là où une équipe n'a pas concouru. Le classement entre la 8e et la 9e position désignera les équipes qui participeront à la grande finale de Madrid et les autres équipes s'impliqueront dans la Sevens Challenger.

### Classement général
Si deux ou plusieurs équipes sont à égalité, on les départage selon les règles suivantes : la différence de points marqués et encaissés durant la saison et le nombre d'essais durant ladite saison.
| Rang               | Équipe           | Dubaï | Le Cap | Perth | Vancouver | Los Angeles | Hong Kong | Singapour | Total |
| ------------------ | ---------------- | ----- | ------ | ----- | --------- | ----------- | --------- | --------- | ----- |
| Médaille d'or      | Argentine        | 18    | 20     | 20    | 20        | 12          | 4         | 12        | 106   |
| Médaille d'argent  | Irlande          | 12    | 14     | 16    | 12        | 16          | 16        | 18        | 104   |
| Médaille de bronze | Nouvelle-Zélande | 16    | 12     | 4     | 18        | 3           | 20        | 20        | 93    |
| 4                  | Australie        | 8     | 18     | 18    | 3         | 8           | 14        | 14        | 83    |
| 5                  | France           | 4     | 6      | 10    | 16        | 20          | 18        | 6         | 80    |
| 6                  | Fidji            | 14    | 16     | 14    | 10        | 10          | 12        | 4         | 80    |
| 7                  | Afrique du Sud   | 20    | 10     | 12    | 4         | 2           | 10        | 10        | 68    |
| 8                  | Grande-Bretagne  | 3     | 4      | 2     | 8         | 18          | 2         | 16        | 53    |
| 9                  | États-Unis       | 6     | 2      | 8     | 14        | 6           | 8         | 8         | 52    |
| 10                 | Espagne          | 2     | 3      | 6     | 2         | 14          | 6         | 3         | 36    |
| 11                 | Samoa            | 10    | 1      | 3     | 6         | 4           | 3         | 2         | 29    |
| 12                 | Canada           | 1     | 8      | 1     | 1         | 1           | 1         | 1         | 14    |

| Légende                                                                                                  |
| --- |
| Nations absentes des JO 2024                                                                             |
| Qualifié pour le tournoi final de Madrid (huit premières places).                                        |
| Qualifié pour un tournoi de repêchage avec les équipes qualifiées du Sevens Challenger pour le maintien. |

### Grande finale
8 premières équipes des SVNS 2023-24:
- Argentine
- Irlande
- Nouvelle-Zélande
- Australie
- France
- Fidji
- Afrique du Sud
- Grande-Bretagne

#### Phase finale
|  | Demi-finales                       | Demi-finales                       | Demi-finales                       | Demi-finales                       |                               |           | Finale                             | Finale                             | Finale                             | Finale                             |
|  |                                    |                                    |                                    |                                    |                               |           |                                    |                                    |                                    |                                    |
|  | 2 juin 2024, Estadio Metropolitano | 2 juin 2024, Estadio Metropolitano | 2 juin 2024, Estadio Metropolitano | 2 juin 2024, Estadio Metropolitano |                               |           | 2 juin 2024, Estadio Metropolitano | 2 juin 2024, Estadio Metropolitano | 2 juin 2024, Estadio Metropolitano | 2 juin 2024, Estadio Metropolitano |
|  | A1                                 | Argentine                          | 21                                 | 21                                 |                               |           | 2 juin 2024, Estadio Metropolitano | 2 juin 2024, Estadio Metropolitano | 2 juin 2024, Estadio Metropolitano | 2 juin 2024, Estadio Metropolitano |
|  | A1                                 | Argentine                          | 21                                 | 21                                 |                               |           | 2 juin 2024, Estadio Metropolitano | 2 juin 2024, Estadio Metropolitano | 2 juin 2024, Estadio Metropolitano | 2 juin 2024, Estadio Metropolitano |
|  | B2                                 | Nouvelle-Zélande                   | 14                                 | 14                                 |                               |           | 2 juin 2024, Estadio Metropolitano | 2 juin 2024, Estadio Metropolitano | 2 juin 2024, Estadio Metropolitano | 2 juin 2024, Estadio Metropolitano |
|  | B2                                 | Nouvelle-Zélande                   | 14                                 | 14                                 | Argentine                     | Argentine | 5                                  | 5                                  |                                    |                                    |
|  | 2 juin 2024, Estadio Metropolitano |                                    |                                    |                                    | Argentine                     | Argentine | 5                                  | 5                                  |                                    |                                    |
|  |                                    |                                    | France                             | France                             | 19                            | 19        |                                    |                                    |                                    |                                    |
|  | B1                                 | Fidji                              | France                             | France                             | 19                            | 19        | 14                                 | 14                                 |                                    |                                    |
|  | B1                                 | Fidji                              |                                    |                                    |                               |           |                                    | 14                                 |                                    |                                    |
|  | A2                                 | France                             | 21                                 | 21                                 |                               |           |                                    |                                    |                                    |                                    |
|  | A2                                 | France                             | 21                                 | 21                                 | Match pour la troisième place |           |                                    |                                    |                                    |                                    |
|  |                                    |                                    |                                    |                                    |                               |           |                                    |                                    |                                    |                                    |
|  | 2 juin 2024, Estadio Metropolitano |                                    |                                    |                                    |                               |           |                                    |                                    |                                    |                                    |
|  | Nouvelle-Zélande                   | Nouvelle-Zélande                   | 10                                 | 10                                 |                               |           |                                    |                                    |                                    |                                    |
|  | Nouvelle-Zélande                   | Nouvelle-Zélande                   | 10                                 | 10                                 |                               |           |                                    |                                    |                                    |                                    |
|  | Fidji                              | Fidji                              | 17                                 | 17                                 |                               |           |                                    |                                    |                                    |                                    |
|  | Fidji                              | Fidji                              | 17                                 | 17                                 |                               |           |                                    |                                    |                                    |                                    |

### Tournoi de repêchage
Equipes classées 9e à 12e des SVNS 2023-24 :
- États-Unis
- Espagne
- Samoa
- Canada

Top 4 des Sevens Challenger 2024 :
- Uruguay
- Kenya
- Chili
- Allemagne

#### Play-offs
| Match   | Poule A    | Score   | Poule B |
| ------- | ---------- | ------- | ------- |
| A1 - B4 | États-Unis | 40 - 19 | Samoa   |
| A2 - B3 | Uruguay    | 12 - 10 | Chili   |
| A3 - B2 | Allemagne  | 15 - 33 | Kenya   |
| A4 - B1 | Canada     | 14 - 22 | Espagne |

## Résultats

### Dubaï
Le tournoi de Dubaï de rugby à sept 2023 est la première étape la saison 2023-2024 de la série mondiale. Elle se déroule du 2 au 3 décembre 2023 au The Sevens à Dubaï, aux Émirats arabes unis. 
| Match      | Vainqueur        | Score   | Finaliste       |
| ---------- | ---------------- | ------- | --------------- |
| Finale Cup | Afrique du Sud   | 12 - 5  | Argentine       |
| 3e place   | Nouvelle-Zélande | 17 - 12 | Fidji           |
| 5e place   | Irlande          | 28 - 5  | Samoa           |
| 7e place   | Australie        | 26 - 12 | États-Unis      |
| 9e place   | France           | 22 - 0  | Grande-Bretagne |
| 11e place  | Espagne          | 19 - 14 | Canada          |

### Afrique du Sud
Le tournoi du Cap de rugby à sept 2023 est la deuxième étape la saison 2023-2024 de la série mondiale. Elle se déroule du 9 au 10 décembre 2023 au Cape Town Stadium du Cap, en Afrique du Sud.
| Match      | Vainqueur        | Score   | Finaliste      |
| ---------- | ---------------- | ------- | -------------- |
| Finale Cup | Argentine        | 45 - 12 | Australie      |
| 3e place   | Fidji            | 14 - 7  | Irlande        |
| 5e place   | Nouvelle-Zélande | 31 - 7  | Afrique du Sud |
| 7e place   | Canada           | 33 - 17 | France         |
| 9e place   | Grande-Bretagne  | 31 - 7  | Espagne        |
| 11e place  | États-Unis       | 24 - 19 | Samoa          |

### Australie
Le tournoi de Perth de rugby à sept 2024 est la troisième étape de la saison 2023-2024 de la série mondiale. Elle se déroule du 26 au 28 janvier 2024 au Rectangular Stadium, à Perth. 
| Match      | Vainqueur        | Score   | Finaliste |
| ---------- | ---------------- | ------- | --------- |
| Finale Cup | Argentine        | 31 - 5  | Australie |
| 3e place   | Irlande          | 24 - 7  | Fidji     |
| 5e place   | Afrique du Sud   | 24 - 5  | France    |
| 7e place   | États-Unis       | 27 - 12 | Espagne   |
| 9e place   | Nouvelle-Zélande | 21 - 14 | Samoa     |
| 11e place  | Grande-Bretagne  | 17 - 5  | Canada    |

### Canada
Le tournoi de Vancouver de rugby à sept 2024 est la quatrième étape de la saison 2023-2024 de la série mondiale. Elle se déroule du 23 au 25 février 2024 au BC Place, à Vancouver. 
| Match      | Vainqueur       | Score   | Finaliste        |
| ---------- | --------------- | ------- | ---------------- |
| Finale Cup | Argentine       | 36 - 12 | Nouvelle-Zélande |
| 3e place   | France          | 42 - 12 | États-Unis       |
| 5e place   | Irlande         | 24 - 19 | Fidji            |
| 7e place   | Grande-Bretagne | 19 - 14 | Samoa            |
| 9e place   | Afrique du Sud  | 24 - 7  | Australie        |
| 11e place  | Espagne         | 17 - 12 | Canada           |

### États-Unis
Le tournoi de Los Angeles de rugby à sept 2024 est la cinquième étape de la saison 2023-2024 de la série mondiale. Elle se déroule du 2 au 3 mars 2024 au Dignity Health Sports Park, à Los Angeles. 
| Match      | Vainqueur      | Score   | Finaliste        |
| ---------- | -------------- | ------- | ---------------- |
| Finale Cup | France         | 21 - 0  | Grande-Bretagne  |
| 3e place   | Irlande        | 24 - 7  | Espagne          |
| 5e place   | Argentine      | 26 - 21 | Fidji            |
| 7e place   | Australie      | 24 - 14 | États-Unis       |
| 9e place   | Samoa          | 12 - 5  | Nouvelle-Zélande |
| 11e place  | Afrique du Sud | 28 - 15 | Canada           |

### Hong Kong
Le tournoi de Hong Kong de rugby à sept 2024 est la sixième étape de la saison 2023-2024 de la série mondiale. Elle se déroule du 5 au 7 avril 2024 au Hong Kong Stadium, à Hong Kong.
| Match      | Vainqueur        | Score   | Finaliste      |
| ---------- | ---------------- | ------- | -------------- |
| Finale Cup | Nouvelle-Zélande | 10 - 7  | France         |
| 3e place   | Irlande          | 14 - 5  | Australie      |
| 5e place   | Fidji            | 33 - 14 | Afrique du Sud |
| 7e place   | États-Unis       | 19 - 17 | Espagne        |
| 9e place   | Argentine        | 42 - 0  | Samoa          |
| 11e place  | Grande-Bretagne  | 26 - 17 | Canada         |

### Singapour
Le tournoi de Singapour de rugby à sept 2024 est la septième étape de la saison 2023-2024 de la série mondiale. Elle se déroule du 3 au 5 mai 2024 au National Stadium, à Singapour. 
| Match      | Vainqueur        | Score   | Finaliste      |
| ---------- | ---------------- | ------- | -------------- |
| Finale Cup | Nouvelle-Zélande | 17 - 14 | Irlande        |
| 3e place   | Grande-Bretagne  | 26 - 7  | Australie      |
| 5e place   | Argentine        | 14 - 10 | Afrique du Sud |
| 7e place   | États-Unis       | 19 - 17 | France         |
| 9e place   | Fidji            | 21 - 12 | Espagne        |
| 11e place  | Samoa            | 17 - 12 | Canada         |

### Espagne
Le tournoi de Madrid de rugby à sept 2024 est la huitième et dernière étape de la saison 2023-2024 de la série mondiale. Elle se déroule du 31 mai au 2 juin 2024 à l'Estadio Metropolitano, à Madrid. 
| Match      | Vainqueur | Score   | Finaliste        |
| ---------- | --------- | ------- | ---------------- |
| Finale Cup | France    | 19 - 5  | Argentine        |
| 3e place   | Fidji     | 17 - 10 | Nouvelle-Zélande |
| 5e place   | Irlande   | 12 - 7  | Afrique du Sud   |
| 7e place   | Australie | 21 - 0  | Grande-Bretagne  |